# Whistley Green
Whistley Green – wieś w Anglii, w hrabstwie ceremonialnym Berkshire, w dystrykcie (unitary authority) West Berkshire. Leży 8 km na wschód od centrum miasta Reading i 52 km na zachód od centrum Londynu.